# Центральний Комітет Комуністичної партії Радянського Союзу
Центральний Комітет Комуністичної партії Радянського Союзу (до весни 1917: ЦК РСДРП; 1917—1918 ЦК РСДРП(б); 1918—1925 ЦК РКП(б); 1925—1952 ЦК ВКП(б)) — вищий партійний орган у проміжку між з'їздами партії. Рекордний за чисельністю склад ЦК КПРС (412 членів) був обраний XXVIII з'їзді КПРС (1990). На Пленумах ЦК обирав Політбюро (Президія), Секретаріат і Оргбюро ЦК, Комісію партійного контролю (1934—1990).

## Політбюро ЦК КПРС
Політбюро ЦК КПРС було вищим партійним органом, котрий керував політичною роботою ЦК між його Пленумами. Як постійний орган діяло після VII з'їзду РКП(б). Вирішувало найважливіші політичні, господарські та внутрішньопартійні питання.
З 1952 по 1966 називалося «Президія ЦК КПРС».
Теоретично Політбюро обиралося на пленумах ЦК КПРС, проте, попри практиці воно обиралося після з'їздів КПРС. (До 1991 до виселень з'їздів).
До складу Політбюро ЦК КПРС входили члени Політбюро, кандидати у члени політбюро, і секретарі ЦК КПРС.
Політбюро ЦК КПРС складався з 7 (в 1924—25) до 25 (в 1952—53) членів. Зазвичай, у складі Політбюро ЦК КПРС входили:
- Генеральний секретар КПРС
- голова Ради міністрів СРСР
- голови Президії Верховних рад СРСР
- міністри оборони та закордонних справ у квітні 1973-липні 1990
- перші секретарі ЦК КП України, Московського міському, Ленінградського  обкому КПРС

З М. З. Хрущовим у складі Президії ЦК включили перших секретарів деяких республіканських компартій (традиція збереглася б і пізніше), а 1990—91 в Політбюро за посадою входили перші секретарі всіх республіканських ЦК (зокрема відразу двох КП Естонії).

## Секретаріат ЦК
У його склад входили лише секретарі ЦК КПРС.
У 1990 ввели 5 членів Секретаріату, які були секретарями ЦК КПРС.

## Оргбюро ЦК
Цей орган існував в 1919 — 52, проте лише дублював діяльність Секретаріату і з цієї причини реальної ролі не грав.